# Pfarrkirche Langesthei

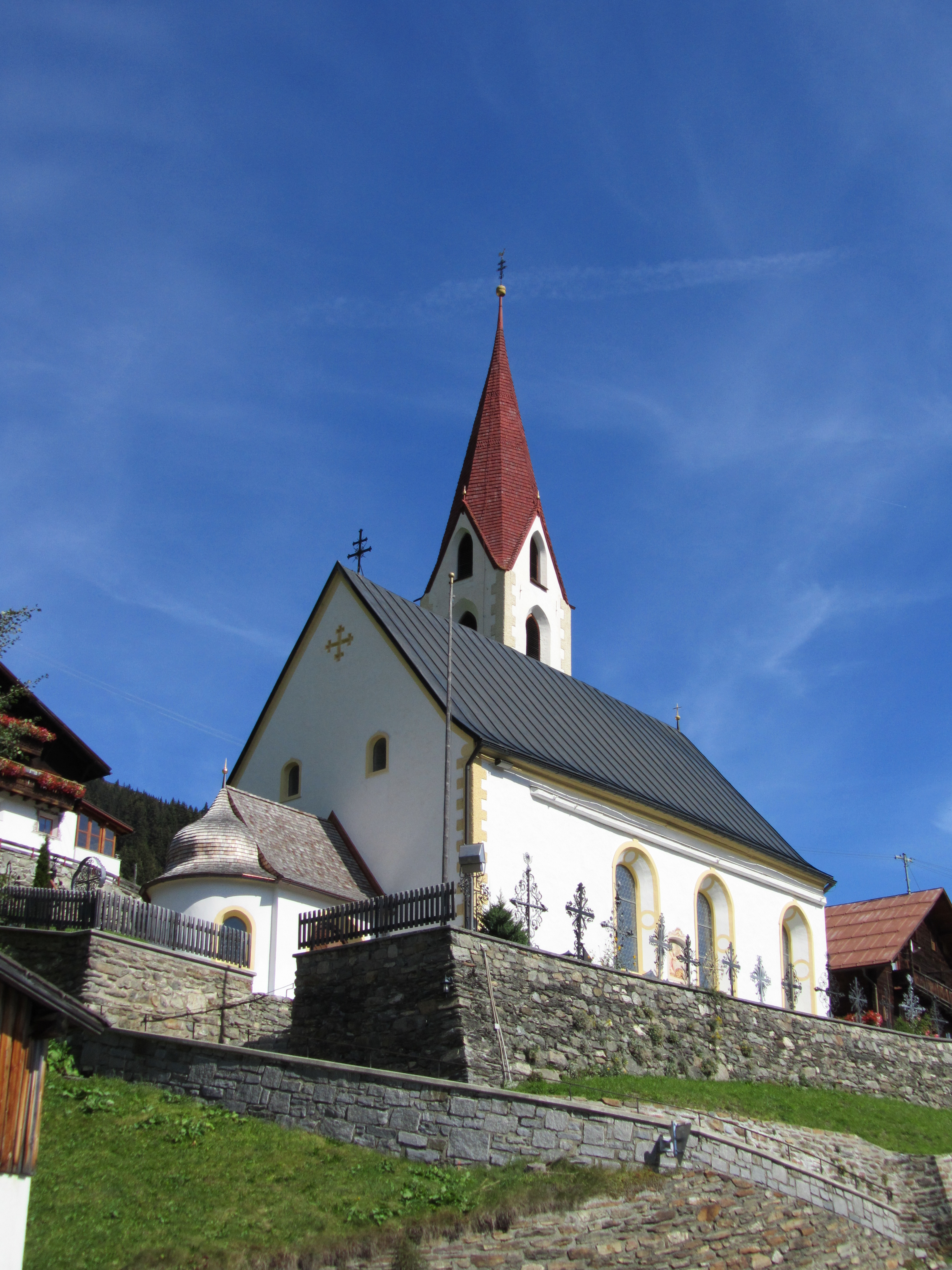
Katholische Pfarrkirche hl. Hieronymus in Langesthei

Die römisch-katholische Pfarrkirche Langesthei steht in der Ortschaft Langesthei in der Gemeinde Kappl im Bezirk Landeck in Tirol. Sie ist dem heiligen Hieronymus geweiht und gehört zum Dekanat Zams in der Diözese Innsbruck. Das Gebäude steht unter Denkmalschutz (Listeneintrag).

## Lagebeschreibung
Die Kirche steht in der Ortschaft Langesthei östlich der Ortschaft Kappl-Dorf. Der Bau ist von einem Friedhof umgeben.

## Geschichte
Die Kirche wurde urkundlich 1694 errichtet. 1891 wurde die Kirche zur Pfarrkirche erhoben. Eine Renovierung erfolgte in den Jahren 1970 bis 1973.

## Architektur
Außenbeschreibung
Die Kirche ist ein schlichter barocker Bau. Der nördlich gelegene Kirchturm hat spitzbogige Schallfenster und einen Spitzhelm. Die westliche Vorhalle, die als Friedhofskapelle genutzt wird, wurde in den Jahren 1970 bis 1973 errichtet.
Innenbeschreibung
Das Langhaus ist zweijochig, der Chor einjochig mit polygonalem Schluss. Über Langhaus und Chor ist Stichkappentonnengewölbe. Die Fenster sind rundbogig. Die Gewölbeausmalung mit barockisierenden Ornamenten und Bildmedaillons stammen von Leopold Puellacher aus dem Jahr 1823. Die Ausmalung stellt die Szene „Maria erbittet den Erntesegen für Langesthei“ dar. Außerdem sind die vier Kirchenväter und Heilige dargestellt, außerdem der Brückensturz des heiligen Johannes Nepomuk.

## Ausstattung
Der barockisierende Altar stammt aus dem Jahr 1973 und wird durch ein barockes Pestkreuz aus dem 17. Jahrhundert ergänzt, das aus Südtirol stammt.  Auf dem Altar stehen Figuren der Heiligen Maria, Johannes vom Anfang des 18. Jahrhunderts. Sie werden Ingenuin Lechleitner zugeschrieben. Am Triumphbogen stehen Figuren der heiligen Maria mit Kind aus der zweiten Hälfte des 17. Jahrhunderts mit jüngeren Ergänzungen sowie der heilige Johannes Nepomuk aus der Mitte des 18. Jahrhunderts. Die Halbfigur des heiligen Franz Xaver stammt aus der ersten Hälfte des 18. Jahrhunderts.

## Orgel
Die Orgel wurde 1871 von Franz Weber als Brüstungsorgel gebaut und 1973 verändert.

## Glocken
Die Glocken wurden 1718 von Franz Anton Pignet und 1724 von Mathias Zechenter gegossen.